# Dragomir Christinel
Dragomir Christinel (* 4. April 1973 in Bistrița; † 15. März 1992 in Saal, Vorpommern) war ein rumänischer Asylbewerber und Todesopfer rechtsextremer Gewalt in der Bundesrepublik Deutschland.

## Leben
Dragomir Christinel lebte seit 1991 als Asylbewerber in Rostock. Über Christinel ist kaum etwas bekannt. Es gibt nur ein Foto von ihm und seine Angehörigen konnten bisher nicht ausfindig gemacht werden.

## Tat
Dragomir Christinel wurde am Abend des 15. März 1992 von einer 25-40-köpfigen Gruppe deutscher Jugendlicher aus Ribnitz-Damgarten und der Umgebung in der Asylbewerberunterkunft in Saal angegriffen und durch Schläge mit einem Baseballschläger tödlich verletzt.

### Tathergang
Dem Überfall auf die Asylbewerberunterkunft in Saal ging am Vorabend eine Auseinandersetzung zwischen Rumänen und Deutschen in einer Diskothek in Petersdorf voraus. Bereits zu diesem Zeitpunkt wurde ein Angriff auf die Unterkunft in Saal von den späteren Tätern angedroht. Polizei und Innenministerium sollen vom Wachschutz der Unterkunft darüber informiert, die Sicherheitsmaßnahmen aber nicht verstärkt worden sein. Am Abend des 15. März 1992 drang eine Gruppe von mindestens 25 teilweise als rechtsextrem bekannten Jugendlichen bewaffnet in die Asylbewerberunterkunft ein, zerstörte die Einrichtung und griff mehrere Bewohner an. Der in Rostock wohnhafte Dragomir Christinel besuchte Freunde in der Unterkunft in Saal, wo ihn die Täter in einem Wohnraum bemerkten. Während eine anwesende Frau fliehen konnte und ein weiterer männlicher Bewohner der Unterkunft schwer verletzt wurde, überlebte Dragomir Christinel, der sich auf einem Bett liegend mit einem Kissen zu schützen versuchte, den Angriff nicht. Er starb noch am Tatort an einer Gehirnblutung, nachdem er mit einem Baseballschläger an Hals und Kopf getroffen wurde. Die Täter zogen sich in der Folge wieder aus der Unterkunft zurück.

### Gerichtsurteile
Im Juni 1992 verurteilte das Bezirksgericht Rostock den achtzehnjährigen Haupttäter John-Pieter G. wegen Körperverletzung mit Todesfolge und schwerem Landfriedensbruch zu zweieinhalb Jahren Jugendstrafe. Andre K. und Michael E. erhalten als Nebentäter Bewährungsstrafen.

## Gedenken
Dragomirs Grabstätte ist unbekannt. Ein offizielles Gedenken durch staatliche Institutionen besteht bis heute nicht. Zum 28. Todestag von Dragomir Christinel am 15. März 2020 organisierten die Rostocker Initiative „Pro Bleiberecht“ und das „Alternative Jugendzentrum Kita“ aus Ribnitz-Damgarten erstmals eine Mahnwache am Tatort sowie eine Kranzniederlegung vor dem Rathaus von Ribnitz-Damgarten unter Beteiligung der örtlichen Kirchengemeinde.